# Kinh điển Phật giáo sơ kỳ
Kinh điển Phật giáo sơ kỳ (thuật ngữ tiếng Anh: Early Buddhist texts - EBT), hay Kinh văn Phật giáo sơ kỳ, là một khái niệm học thuật để chỉ hệ thống các kinh văn song song được chia sẻ bởi các tông phái Phật giáo sơ khai. Những tài liệu EBT được nghiên cứu rộng rãi nhất là bốn Bộ kinh (Nikayas) văn hệ Pali đầu tiên, cũng như các Āgama Hán văn tương ứng. Tuy nhiên, một số học giả cũng đã chỉ ra rằng một số Luật tạng, như Patimokkha của các tông phái Phật giáo khác nhau, cũng như một số tài liệu A-tì-đạt-ma sơ kỳ cũng có thể được xếp vào nhóm EBT.
Bên cạnh các bộ Đại tạng bằng tiếng Pali và chữ Hán, còn có các bộ sưu tập rời rạc các tài liệu EBT bằng tiếng Phạn, tiếng Khotanese, tiếng Tây Tạng và tiếng Gāndhārī. Các nghiên cứu hiện đại về Phật giáo tiền tông phái sơ khai thường dựa vào học thuật so sánh sử dụng các nguồn kinh văn Phật giáo sơ kỳ  khác nhau này.
Nhiều học giả nghiên cứu Phật học khác nhau như Richard Gombrich, Akira Hirakawa, Alexander Wynne và AK Warder cho rằng các kinh văn Phật giáo sơ kỳ chứa những thông tin có thể được truy tìm về chính Đức Phật lịch sử hoặc ít nhất là về những năm đầu của Phật giáo tiền tông phái. Theo học giả Nhật Bản Akira Hirakawa, "bất kỳ nỗ lực nào để xác định những lời dạy nguyên thủy của Đức Phật lịch sử đều phải dựa trên tài liệu này." 
Trong Phật giáo Đại thừa, những văn bản này đôi khi được gọi là kinh văn "Tiểu thừa" (sa. Hīnayāna) hoặc "Thanh văn thừa" (sa. Śrāvakayāna) và không được coi là tác phẩm Đại thừa.

## Tổng quan
Các thể loại khác nhau của các kinh văn Phật giáo sơ kỳ bao hàm trong Kinh tạng và Luật tạng, gồm các hình thức văn xuôi (sūtra), các thể loại thơ (như gāthā và udāna), hoặc hỗn hợp văn xuôi và thơ (geya), các mẫu đề (matika).... Phần lớn kinh văn Phật giáo sơ kỳ thuộc thể loại "sutta". Chúng thường được tập hợp thành nhóm "Kinh tạng" trong Tam tạng (Tripitaka), chứa đựng nội dung giáo lý, tâm linh và triết học. Trong cả các hệ kinh văn Bộ kinh (Nikayas) và A-hàm (Agamas), hầu hết các kinh văn trong phần kinh tạng có sự tương đồng rất đáng kể.
Các  kinh văn trong EBT được các học giả hiện đại phỏng đoán có nguồn từ nhiều tông phái Phật giáo khác nhau, chủ yếu từ hai tông phái Theravada và Sarvāstivāda, nhưng có thể từ các kinh văn của các tông phái Dharmaguptaka, Mahāsāṅghika, Mahīśāsaka, Mūlasarvāstivāda, cũng như các kinh văn không chắc chắn khác.
Theo Oskar von Hinüber, mục đích chính của việc thành lập EBT là để "bảo tồn và bảo vệ một truyền thống chính thống". Ông nói thêm rằng nỗ lực bảo tồn kinh văn này chịu ảnh hưởng bởi truyền thống bảo tồn kinh văn Vệ Đà của giới Bà-la-môn. Theo ghi nhận của von Hinüber, những kinh văn này cũng cung cấp những dữ kiện lịch sử của Ấn Độ cổ đại, chẳng hạn như trong Mahāparinibbānasuttanta, kể lại sự kiện Đức Phật nhập Niết bàn. Các bài kinh văn sơ kỳ hầu như luôn luôn mở đầu bằng cách giới thiệu vị trí địa lý của sự kiện mà chúng mô tả, bao gồm các địa danh cổ, luôn được đặt trước cụm từ "như vậy tôi đã nghe" (evaṃ me sutaṃ).
Những bằng chứng văn bản từ các truyền thống khác nhau cho thấy rằng từ thế kỷ 1 trước Công nguyên đến thế kỷ thứ 4 sau Công nguyên, những khác biệt nhỏ đã phát triển giữa các tài liệu song song này và những khác biệt này phản ánh "mối liên hệ giữa tông phái, truyền thống địa phương, môi trường ngôn ngữ, chữ viết không chuẩn hoặc bất kỳ sự kết hợp nào của những yếu tố này".

### Truyền khẩu
Những kinh văn sơ kỳ ban đầu được truyền qua các phương pháp truyền khẩu. Theo Marcus Bingenheimer, sau khi Thích-ca Mâu-ni qua đời, các kinh văn lưu lại lời dạy của Ngài được các đệ tử truyền khẩu bằng phương ngữ Trung Ấn-Aryan (Prakrit). Trong khi nhánh Nam truyền đến ổn định với trung tâm tại Sri Lanka, kinh văn sơ kỳ của nhánh này được lập cố định bằng thành văn tự Pāli;,thì ở Ấn Độ và Trung Á, các kinh văn sơ kỳ của nhánh Bắc truyền liên tiếp được Phạn ngữ hóa và / hoặc dịch sang các ngôn ngữ khác như Trung Quốc, Tokharian, Khotanese, Sogdian và Tây Tạng. Ngoài ra, các kinh văn Phật giáo mới ở Ấn Độ, ít nhất là từ thế kỷ thứ 3 trở đi, được soạn trực tiếp bằng tiếng Phạn tiêu chuẩn. Do đó, các bản viết tay từ truyền thống Bắc truyền, đặc biệt là các bản thảo xuất xứ từ Trung Á, thường bằng tiếng Prakrit (đặc biệt là Gāndhārī) hoặc một số dạng không chuẩn của tiếng Phạn, đôi khi được gọi là tiếng Phạn Phật giáo, một giai đoạn trung gian giữa một số tiếng Phạn và tiếng Phạn tiêu chuẩn.
Học giả Mark Allon cũng lưu ý rằng, có nhiều lý do vì sao các học giả hiện đại cho rằng các kinh văn này đã được truyền khẩu qua nhiều thế hệ. Chúng bao gồm các bằng chứng từ chính bản thân các kinh văn cho thấy rằng chúng phải được ghi nhớ và đọc thuộc lòng, thiếu bất kỳ bằng chứng nào (cho dù là khảo cổ học hay trong chính các kinh văn) rằng chữ viết đã được sử dụng để bảo tồn các kinh văn này, cũng như các đặc điểm phong cách của chính các kinh văn đó.
Một đặc điểm quan trọng giúp nhận dạng các kinh văn Phật giáo sơ kỳ là các đặc điểm hình thức phản ánh nguồn gốc của chúng là văn học truyền khẩu, chẳng hạn như việc sử dụng các công thức lặp lại và tu từ. Các đặc điểm văn phong khác bao gồm: sử dụng nhiều từ đồng nghĩa, các cụm từ và đoạn văn được tiêu chuẩn hóa, các câu tóm tắt tương tự, các mẫu đề và những khung tiêu chuẩn cho chuyện kể.
Những nét văn phong này trái ngược với những tác phẩm sau này như kinh điển Đại thừa, vốn chứa đựng những cấu trúc phức tạp hơn, khó ghi nhớ hơn. Ngoài ra, các EBT luôn mô tả bối cảnh nằm trong lịch sử các địa phương cổ của Ấn Độ, không giống như nhiều tác phẩm Đại thừa sau này, mô tả bối cảnh các bài giảng của Đức Phật trong các cõi trời hoặc các hoàn cảnh siêu nhiên khác.
Các kinh văn Phật giáo sơ kỳ được cho là được bảo tồn bởi dòng truyền thừa của các Bhāṇaka, những nhà sư chuyên ghi nhớ và đọc thuộc lòng các bộ kinh văn cụ thể, trước khi chúng được lập thành văn tự kể từ sau thế kỷ 1 trước Công nguyên. Theo Alexander Wynne, mặc dù không có bằng chứng cho việc các kinh văn được lập thành văn tự trước thời Aśoka, nhưng không nên đánh giá thấp tính chính xác của việc truyền khẩu. Cộng đồng Phật giáo sơ kỳ chịu ảnh hưởng truyền thống bảo tồn kinh điển Vệ-đà của giới Ba-la-môn, vốn có một lượng lớn các văn bản khó, nguyên văn, bằng một ngôn ngữ cổ xưa hơn một nghìn năm. Các tăng sĩ Phật giáo cũng đồng thời phát triển những kỹ thuật ghi nhớ mới, dựa trên việc đồng tụng (saṅgīti), từ đó xây dựng một phương cách truyền khẩu riêng. Các kinh văn cũng thể hiện rằng phương pháp này đã được sử dụng, và hình thức thực tế đã cho thấy rằng nó đã được sử dụng trên một quy mô lớn.
Một số học giả như Wynne và Analayo thì cho rằng những kinh văn này được ghi nhớ ở dạng cố định, được đọc lại nguyên văn (trái ngược với các hình thức văn học truyền miệng khác, như sử thi) và điều này đã được khẳng định trong các buổi đồng tụng (nơi có rất ít chỗ cho sự ngẫu hứng), trong khi những người khác cho rằng chúng có thể được biểu diễn theo những cách thơ mộng và ngẫu hứng hơn (LS Cousins, Rupert Gethin) thông qua việc sử dụng các danh sách hoặc công thức cơ bản.
EBT cũng cho thấy ảnh hưởng của các kinh văn Vệ Đà, bao gồm việc áp dụng một khuôn mẫu thơ Vệ Đà, cũng như các hình thức tổ chức (sử dụng chủ đề và số lượng). EBT chia sẻ thuật ngữ và ý tưởng tương tự với các kinh văn Vệ Đà. Một số trường hợp thường được dùng để dẫn chứng như sự chia sẻ một số ẩn dụ và hình tượng nhất định trong Kinh Tăng chi bộ với bộ kinh Vệ đà Bṛhadāraṇyaka Upaniṣad (VD: AN 8.157 và. Bṛhadāraṇyaka 2.4.11).

### EBT từ Pakistan và Afghanistan

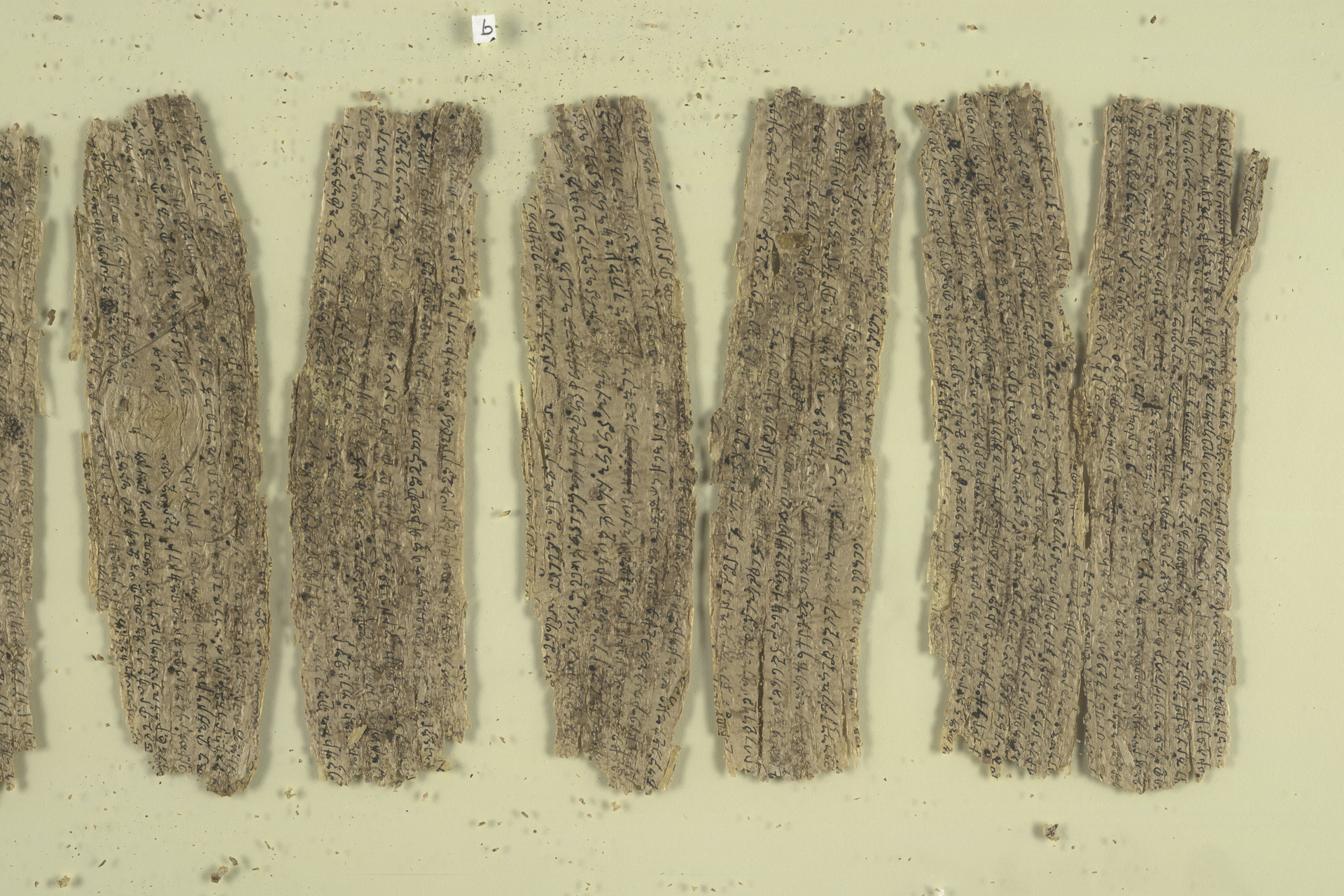
Các mảnh cuộn vỏ cây bạch dương Gandhara (khoảng thế kỷ 1) trong Bộ sưu tập Thư viện Anh

### Bối cảnh và thời điểm

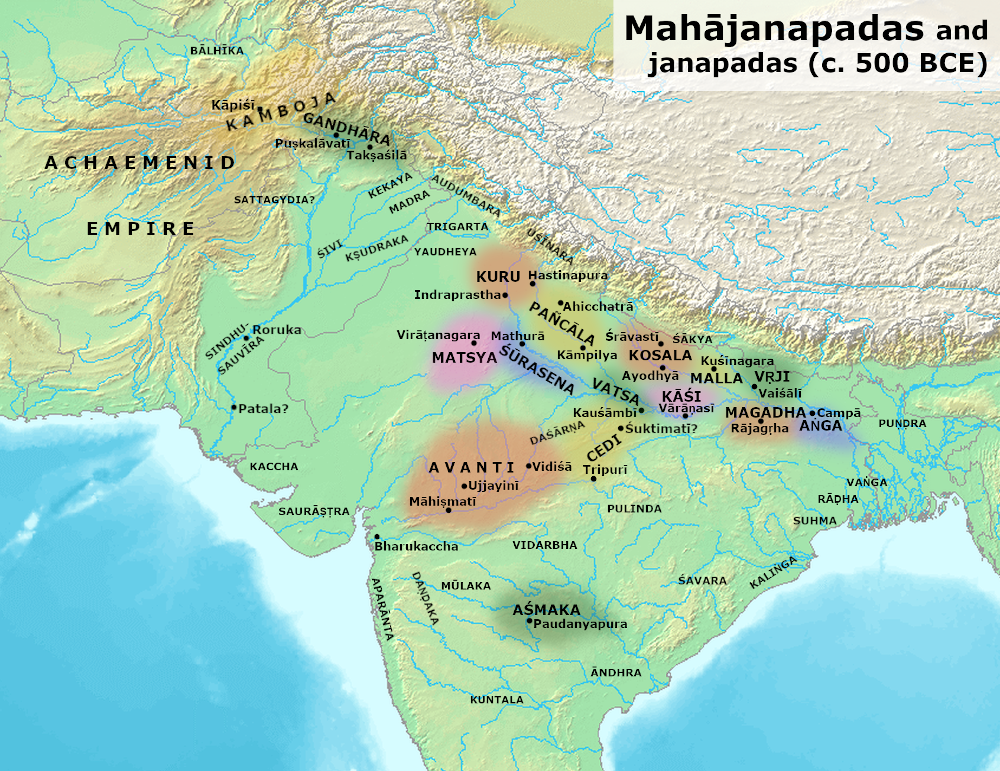
Đồng bằng sông Hằng trong thời kỳ tiền Nanda.

Về bối cảnh, EBT thường mô tả thế giới quan của thời kỳ đô thị hóa thứ hai trong lịch sử Ấn Độ, trong đó có các thị trấn và làng mạc, các thành bang và tiểu quốc (mahajanapadas) quy mô nhỏ, với mức độ đô thị hóa thấp hơn so với thời kỳ Đế quốc Maurya. Như vậy, EBT mô tả vùng Đồng bằng sông Hằng trong giai đoạn trước thời kỳ trỗi dậy của đế chế Nanda, đế chế hùng mạnh đã thống nhất tất cả các tiểu quốc Ấn Độ trong thế kỷ thứ 4.
Chúng cũng miêu tả Pataliputra như là ngôi làng nhỏ của Pataligama, trong khi về sau nơi này trở thành thủ đô của đế chế Maurya và là thành phố lớn nhất ở Ấn Độ. Các kinh văn không đề cập đến Ashoka nhưng có đề cập đến lãnh tụ Kỳ na giáo (Tirthankara) Mahavira (hay còn gọi là Nātaputta), người cùng thời với Đức Phật.
Các học giả Brahmali và Sujato đã lưu ý rằng EBT cũng mô tả một nền kinh tế địa phương quy mô nhỏ, trong thời kỳ trước khi thành lập các mạng lưới giao dịch đường dài. Theo ghi nhận của von Hinüber, những thiếu sót của bất kỳ đề cập nào đến thời kỳ Đế quốc Maurya trong EBT như Mahāparinibbānasuttanta, trái ngược với các kinh văn Phật giáo hậu kỳ khác có đề cập đến chúng, cũng là bằng chứng về thời điểm tiền Maurya của nó.

### Khảo cổ học

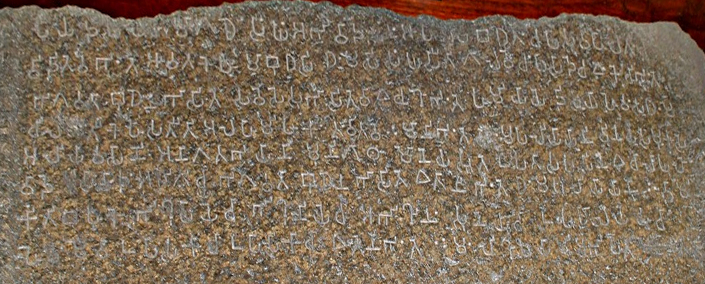
Sắc chỉ trên đá số 3 của Ashoka

Các Sắc chỉ của Ashoka là một trong những tài liệu lịch sử sớm nhất của Ấn Độ và chúng tương đồng với EBT ở một số khía cạnh. Theo Sujato, chúng không chỉ tương đồng về thuật ngữ, mà còn ở nhiều dụ ngôn. A. Wynne thì lưu ý rằng Sắc chỉ đá nhỏ số 3 đề cập đến một số kinh văn Phật giáo đã được xác định, có thể thấy rằng vào thời A-dục vương, những kinh văn này đã được sửa chữa.
Một số địa điểm khảo cổ sơ kỳ như bảo tháp Bharhut đã cung cấp một số thông tin có niên đại từ thế kỷ 1 hoặc 2 trước Công nguyên, chứa nhiều chi tiết từ các EBT như: đề cập đến Đức Phật Gotama và tất cả năm vị Phật quá khứ tron EBT, cũng như các vị vua Ajātasatru và Pasenadi. Các sự kiện chính trong cuộc đời của Đức Phật từ các EBT được đề cập đến như sự thức tỉnh của Ngài, lời dạy đầu tiên và cái chết của Ngài. Theo Lüders "… chuyến viếng thăm của Ajātasattu [đến Đức Phật] được mô tả chi tiết thậm chí chính xác theo Kinh Sāmaññaphala," và "… sự trình bày về chuyến viếng thăm của Sakka theo văn bản của Kinh Sakkapañha." 
Các chữ khắc khác của Ấn Độ từ thế kỷ 1 và 2 CN bao gồm các thuật ngữ như dhamma-kathika, peṭakin và suttantika, cho thấy sự tồn tại của một nền văn học Phật giáo trong thời gian này.

## Tài liệu bổ sung

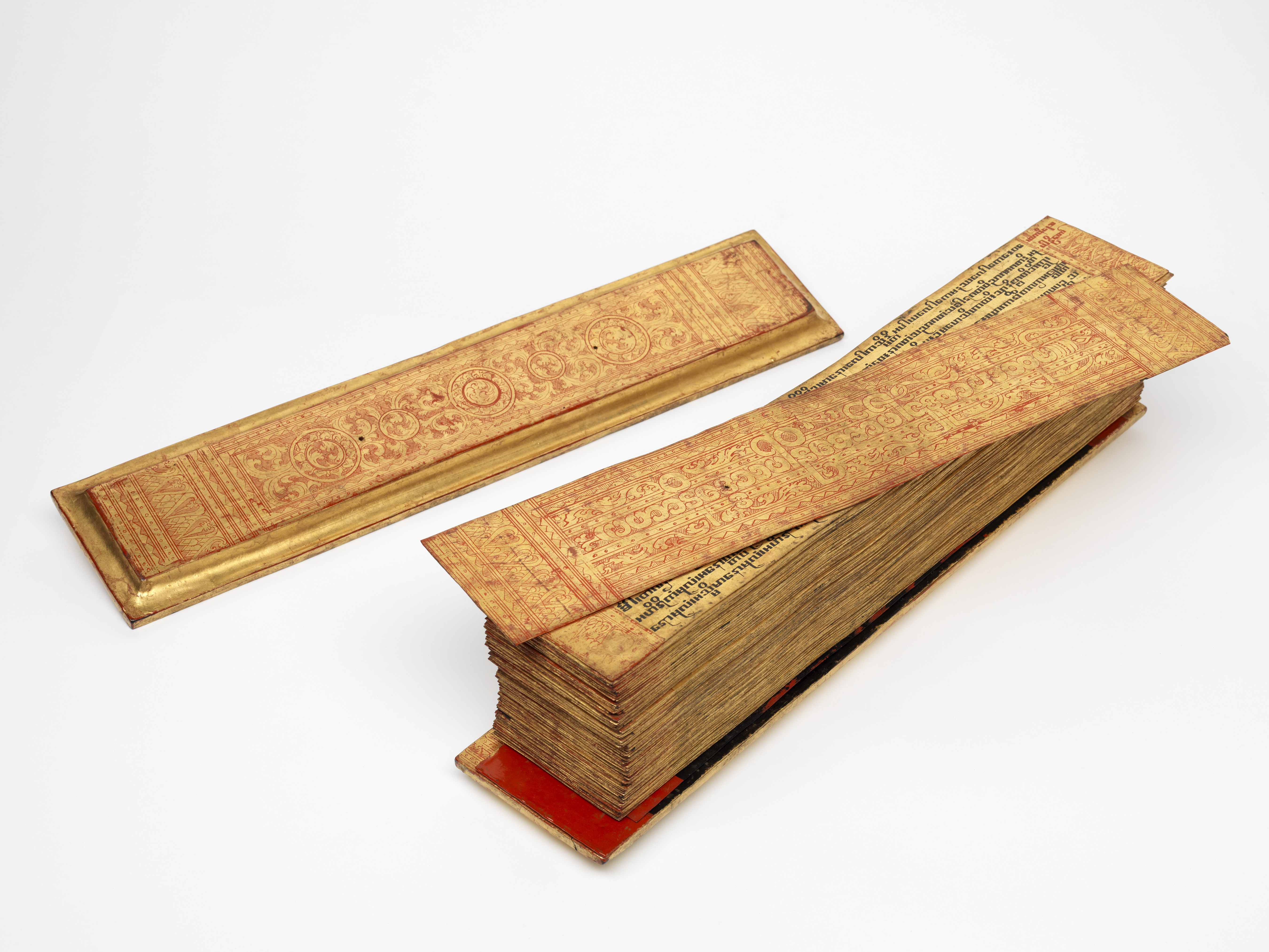
Bản kinh Lá bối tiếng Pali Miến Điện.

### EBT Pāli

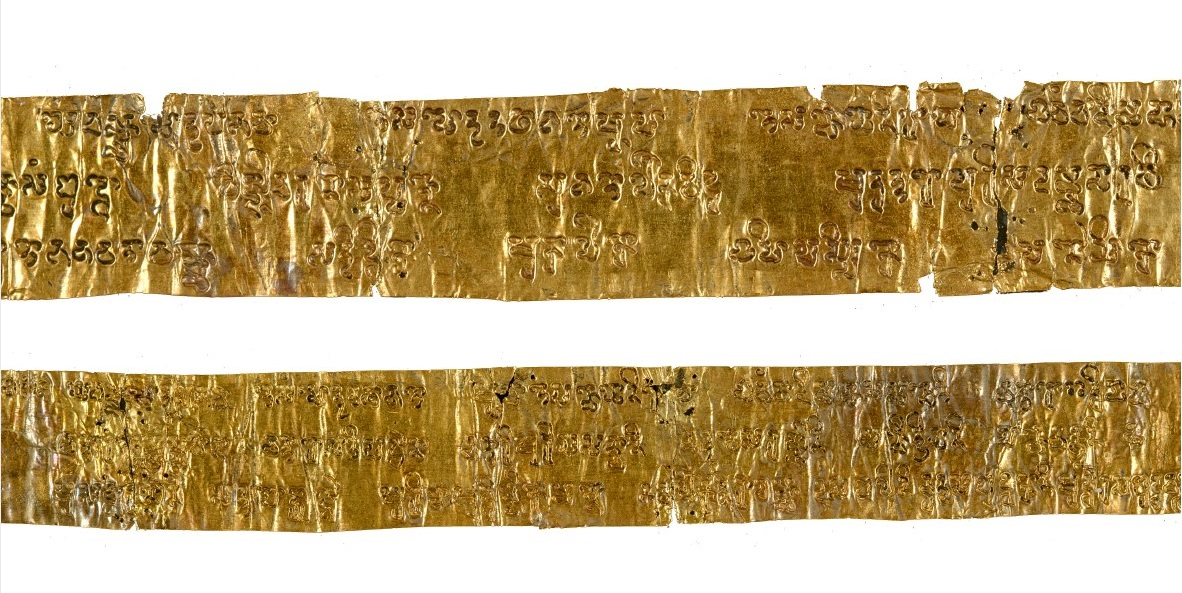
Những dải đĩa vàng chứa các phần của Kinh tạng Pali (thế kỷ thứ 5) được tìm thấy ở Maunggan (một ngôi làng gần thành phố Sriksetra).